# 共青團群島
共青團群島是俄羅斯的島嶼，屬於法蘭士約瑟夫地群島的一部分，位於海斯島以東8公里，由阿爾漢格爾斯克州負責管轄，面積21平方公里，最高點海拔高度34米。